# Aurelio González Puente
Aurelio González Puente (født 26. juli 1940 i Valle de Villaverde) er en tidligere spansk landevejscykelrytter som er mest berømt for at have vundet den prikkede bjergtrøje i Tour de France 1968. Han har også vundet bjergkonkurrencen i Giro d'Italia 1967 og etaper i Tour de France, Giro d'Italia, Tour de Suisse og Dauphiné Libéré.